# Lars Brüggemann
Pour les articles homonymes, voir Brüggemann.
Lars Brüggemann (né le 2 mars 1976 à Hemer en Allemagne de l'Ouest, aujourd'hui en Allemagne) est un joueur professionnel allemand de hockey sur glace qui évoluait en position de défenseur. Actuellement, il est un arbitre officiant en Deutsche Eishockey-Liga, le championnat élite en Allemagne, ainsi qu'au niveau international, un fait rare pour un ancien joueur de haut niveau.

## Biographie

### Carrière de joueur
Formé à l'ECD Sauerland, Lars Brüggemann tente sa chance en 1993 sur le circuit junior canadien, jouant une édition avec les Olympiques de Hull de la Ligue de hockey junior majeur du Québec (LHJMQ). La saison suivante, de retour en Allemagne, il devient professionnel avec les Adler Mannheim dans la toute nouvelle ligue allemande, la Deutsche Eishockey-Liga (DEL). Il joue ensuite pendant deux ans avec les Ice Tigers de Nuremberg. Pour la saison 1997-1998, il retourne en Amérique du Nord où il porte le maillot des Lizard Kings de Jacksonville de l'East Coast Hockey League (ECHL). Il dispute ensuite sept saisons en DEL, portant successivement les couleurs des Krefeld Pinguine (1998-2001), des Moskitos Essen (2001-2002) et de son club formateur renommé depuis les Iserlohn Roosters (2002-2004). En 1999, il est retenu pour le Match des étoiles de la DEL.
Au cours de la saison 2004-2005 qu'il débute avec les Scorpions de Hanovre, il rejoint les Grizzly Adams Wolfsburg. Finissant avant-derniers, les Grizzly Adams remportent le barrage de relégation contre les Huskies de Cassel. Ils sont cependant rétrogradés, faute d'avoir d'une aréna correspondant aux normes de la DEL. Malgré cela, Brüggemann continue d'évoluer avec Wolfsburg dans la 2.Bundesliga. À l'issue de la saison 2006-2007 marquée par des blessures à répétition, il met un terme à sa carrière de joueur.

### Carrière internationale
Lars Brüggemann a été sélectionné à plusieurs reprises en équipe d'Allemagne, disputant un championnat du monde junior et deux championnats du monde sénior dont un dans le groupe élite. En 1998, il est sélectionné pour les Jeux olympiques, organisés à Nagano au Japon.

### Carrière d'arbitre
Aussitôt sa carrière de joueur terminée, il devient arbitre de hockey sur glace, ce qui est peu commun pour un ancien joueur de haut niveau, faisant son apprentissage dans les ligues amateures et juniors allemandes. Lors de la saison 2009-2010, il fait ses débuts dans la DEL, officiant sa première partie le 1er décembre 2009 entre Kölner Haie et les Scorpions de Hanovre,. Cette même saison, la Fédération internationale (IIHF) le sélectionne pour arbitrer des rencontres de la Coupe continentale avant de l'appeler comme remplaçant de dernière minute pour le groupe A de la Division I du championnat du monde, organisé à Tilbourg aux Pays-Bas, plusieurs arbitres qui devaient y officier n'ayant pu s'y rendre à la suite de l'annulation de vols aériens pour cause du nuage volcanique résultant de l'éruption de l'Eyjafjöll. Il y arbitre entre autres la rencontre décisive pour la promotion entre l'Autriche et l'Ukraine.
En janvier 2011, il devient l'un des trois arbitres embauchés à plein temps par la DEL. Au mois d'avril qui suit, il officie au championnat du monde des moins de 18 ans,. Après avoir arbitré aux Championnats du monde 2012 et 2013,, il est retenu pour les Jeux olympiques de Sotchi.

## Statistiques

### En club
| Saison    | Équipe                       | Ligue        |    | Saison régulière | Saison régulière | Saison régulière | Saison régulière | Saison régulière |   | Séries éliminatoires | Séries éliminatoires | Séries éliminatoires | Séries éliminatoires | Séries éliminatoires |
| Saison    | Équipe                       | Ligue        | PJ | B                | A                | Pts              | Pun              | PJ               | B | A                    | Pts                  | Pun                  |                      |                      |
| 1993-1994 | Olympiques de Hull           | LHJMQ        | 58 | 1                | 3                | 4                | 93               |                  |   |                      |                      |                      |                      |                      |
| 1994-1995 | Adler Mannheim               | DEL          | 41 | 1                | 3                | 4                | 78               | 8                | 0 | 0                    | 0                    | 6                    |                      |                      |
| 1995-1996 | Ice Tigers de Nuremberg      | DEL          | 46 | 1                | 5                | 6                | 66               | 5                | 0 | 0                    | 0                    | 4                    |                      |                      |
| 1996-1997 | Ice Tigers de Nuremberg      | DEL          | 45 | 2                | 8                | 10               | 68               | 9                | 0 | 3                    | 3                    | 43                   |                      |                      |
| 1997-1998 | Lizard Kings de Jacksonville | ECHL         | 49 | 1                | 6                | 7                | 91               |                  |   |                      |                      |                      |                      |                      |
| 1998-1999 | Krefeld Pinguine             | DEL          | 38 | 5                | 1                | 6                | 98               | 3                | 0 | 0                    | 0                    | 4                    |                      |                      |
| 1999-2000 | Krefeld Pinguine             | DEL          | 38 | 3                | 5                | 8                | 71               | 3                | 0 | 0                    | 0                    | 14                   |                      |                      |
| 2000-2001 | Krefeld Pinguine             | DEL          | 51 | 3                | 3                | 6                | 89               |                  |   |                      |                      |                      |                      |                      |
| 2001-2002 | Moskitos Essen               | DEL          | 51 | 3                | 6                | 9                | 88               |                  |   |                      |                      |                      |                      |                      |
| 2002-2003 | Iserlohn Roosters            | DEL          | 35 | 1                | 2                | 3                | 80               |                  |   |                      |                      |                      |                      |                      |
| 2003-2004 | Iserlohn Roosters            | DEL          | 46 | 4                | 10               | 14               | 87               |                  |   |                      |                      |                      |                      |                      |
| 2004-2005 | Scorpions de Hanovre         | DEL          | 14 | 0                | 1                | 1                | 20               |                  |   |                      |                      |                      |                      |                      |
| 2004-2005 | Grizzly Adams Wolfsburg      | DEL          | 32 | 3                | 2                | 5                | 28               | 7                | 3 | 0                    | 3                    | 8                    |                      |                      |
| 2005-2006 | Grizzly Adams Wolfsburg      | 2.Bundesliga | 43 | 3                | 13               | 16               | 76               | 5                | 0 | 1                    | 1                    | 18                   |                      |                      |
| 2006-2007 | Grizzly Adams Wolfsburg      | 2.Bundesliga | 13 | 0                | 4                | 4                | 16               |                  |   |                      |                      |                      |                      |                      |

### En équipe nationale
| Année | Compétition                 |   | PJ | B | A | Pts | Pun                 |  | Résultats |
| 1995  | Championnat du monde junior | 7 | 1  | 0 | 1 | 20  | Septième            |  |           |
| 1998  | Jeux olympiques             | 4 | 0  | 1 | 1 | 0   | Neuvième            |  |           |
| 1998  | Championnat du monde        | 6 | 0  | 0 | 0 | 8   | Onzième             |  |           |
| 2000  | Championnat du monde        | 7 | 0  | 0 | 0 | 4   | Premier du Groupe B |  |           |

## Trophées et honneurs personnels
- Retenu pour le Match des étoiles 1999 de la Deutsche Eishockey-Liga